# Amos Paoli
Amos Paoli (Barga, 7 settembre 1917 – Massarosa, 27 giugno 1944) è stato un partigiano italiano, operante nella formazione «Bandelloni» attiva sul confine della Linea Gotica delle Alpi Apuane.
Fu insignito della Medaglia d'oro al valor militare il 22 maggio 1978.

## Biografia

### Prima dell'attività partigiana
Nato a Barga nel 1917, dove il padre si era temporaneamente trasferito per motivi di lavoro, crebbe a Riomagno (Seravezza) dove la famiglia si ritrasferì nel 1922.
Paoli era il primogenito di quattro fratelli e sin da bambino fu affetto da poliomielite, malattia che gli causò la paralisi degli arti inferiori e lo costrinse a muoversi tramite l'utilizzo di stampelle o di un carrozzino a manovella.
Nonostante la grave malattia fu in grado di vivere la sua vita serenamente frequentando le scuole elementari di Seravezza come tutti i suoi coetanei.
Una volta conclusi gli studi imparò il mestiere di calzolaio ed esercitò questa professione presso una bottega di Pietrasanta.
In seguito tentò anche di gestire in proprio una segheria di marmo, ma le fatiche eccessive (doveva infatti arrampicarsi con le braccia sui telai per svolgere il lavoro) data la sua condizione di salute lo costrinsero, anche su consiglio del padre, ad abbandonare la segheria e a riprendere l'impiego a Pietrasanta.
Viene ricordato sui libri, nelle testimonianze degli amici e conoscenti, come una persona dallo spirito forte, per nulla afflitto dall'angoscia per la sua malattia.
Amante delle feste, suonava la chitarra durante i balli paesani e non rinunciava neppure al gioco del calcio, nel quale svolgeva il ruolo di portiere piegato sugli inutili arti.
Viene ricordato così, in una poesia scritta dall'amico Guido Menchetti intitolala "Il Mi' Compagno di Banco":

### Il compito di "Staffetta".
(estratto dalla testimonianza di Luigi Novani e Lorenzo Tarabella, amici di Amos Paoli)
Nasce nel 1943 la scelta per Amos Paoli di intraprendere l'attività di staffetta partigiana, sebbene poliomielitico. Il primo incarico di questo tipo Amos Paoli lo prende con il Gruppo dei Cacciatori delle Alpi Apuane e fu la prima staffetta di Gino Lombardi, che successivamente diventò il capo de Cacciatori delle Alpi Apuane.
In seguito si offrì di fare da intermediario tra i familiari e i membri del nascente Comitato di Liberazione e le altre formazioni partigiane operanti in Versilia. 
Il Paoli, credendo di passare inosservato per via della sua malattia, si adoperava nel trasporto di viveri, notizie e armi da fuoco (nascoste in un doppio fondo della sua carrozzina).
Raggiungeva le varie formazioni partigiane aiutandosi con le sue stampelle.

### La notte del 25 giugno 1944
La sera del 24 giugno Amos Paoli, con gli amici Lorenzo Tarabella e Luigi Novani, partecipa ad una piccola festa nel paese di Malbacco. Al rientro a casa Novani andò a dormire a casa Paoli, Tarabella si recò invece nella sua abitazione, viste le insistenze della madre nel farlo dormire a casa almeno per una notte.
Durante la notte del 25 alcuni elementi delle SS (sotto una probabile indicazione di un delatore) fecero irruzione in casa Paoli dove trovarono materiale bellico nascosto sotto un materasso, destinato alle formazioni partigiane (uno sten con caricatore, tre bombe a mano e una pistola appartenenti a Novani). Paoli e Novani vennero catturati insieme a Tarabella (le SS fecero irruzione anche nella sua casa) e furono condotti nella sede del comando tedesco nella vicina Corvaia e sottoposti ad un interrogatorio.
Le SS volevano infatti sapere se i tre appartenessero alle formazioni partigiane attive nella zona, dove si trovassero le formazioni, il nome dei partigiani e le armi in loro possesso.
Nessuno dei tre proferì parola.
Per convincerli a parlare furono condotti a Riomagno, sottoponendoli a una forte pressione psicologica, ma nonostante questo nessuno parlò. Vennero quindi condotti a Compignano dove furono torturati affinché confessassero la provenienza delle armi ritrovate in casa Paoli.
I soldati tedeschi si accanirono con ferocia sui prigionieri fino all'alba del 27 giugno.
In questa data Amos Paoli fu trascinato per le gambe fuori dal comando e un ufficiale lo uccise.
I suoi compagni vennero trasferiti a Livorno in un campo di concentramento dove rimasero per 18 giorni prima di essere nuovamente spostati sui monti della Garfagnana per lavorare alle fortificazioni della Linea Gotica. 
Entrambi sopravvissero fino all'arrivo degli alleati.

## La Medaglia d'Oro al Valor militare "alla memoria"
La prima richiesta per l'assegnazione ad Amos Paoli della medaglia d'oro al valore militare fu inoltrata dai familiari e il comandante della formazione “Bandelloni” (ovvero lo stesso Bandelloni) al Ministero della Difesa nel 1952, ma non fu accettata poiché presentata fuori dai termini fissati dalla legge al 30 giugno 1948.
Con la riapertura dei termini, il 18 dicembre 1970 venne nuovamente presentata la documentazione per candidare Amos Paoli a tale riconoscimento, questa volta a cura di un “comitato per le onoranze al partigiano Amos Paoli” e una relazione del maggiore Lorenzo Bandelloni, sottoscritta dal tenente partigiano Remo Bonuccelli e dal sottotenente Tiberio Consigli (tutti appartenenti alla formazione “Bandelloni”)).
Inizialmente nel 1971 venne concessa la medaglia d'argento, ma in seguito, con l'approfondimento del caso Paoli operato dalla Legione Carabinieri, Stazione di Seravezza, in particolare dal maresciallo maggiore Antonio Colasanti, gli venne conferita la massima onorificenza con il Decreto del Presidente della Repubblica del 22 maggio 1978.
"Paoli Amos, nato il 7 settembre 1917 a Barga (Lucca) - Partigiano operante nella formazione «Bandelloni», pur gravemente menomato agli arti inferiori fin dall'infanzia, si adoperava con grande dedizione come staffetta per il collegamento tra formazioni partigiane operanti in Versilia. Su delazione fascista veniva sorpreso nella sua abitazione dove venivano rinvenuti notevoli quantitativi di armi e munizioni. Assumendosi personalmente ogni responsabilità scagionava gli altri compagni di lotta che riuscivano così ad avere salva la vita. Sottoposto ad atroci torture, nulla rivelava della formazione di appartenenza, per cui veniva trucidato facendo olocausto della sua giovane vita che concludeva al grido di: Viva la libertà, viva l' Italia. Fulgido esempio di cosciente valore, di altruismo e di piena dedizione alla causa della libertà. - Seravezza Massarosa (Lucca ), 25 - 27 giugno 1944”.»

## Monumenti e targhe
Numerosi sono i riconoscimenti dedicati ad Amos Paoli, soprattutto nella sua terra di appartenenza, la Versilia: vie, scuole e lapidi commemorative.
Famoso è il busto di Amos Paoli posizionato all'ingresso di Riomagno (paese a lui intitolato).